# Hysterocrates ochraceus
Hysterocrates ochraceus är en spindelart som beskrevs av Embrik Strand 1907. Hysterocrates ochraceus ingår i släktet Hysterocrates och familjen fågelspindlar. Inga underarter finns listade i Catalogue of Life.